# Handschinia melanotum
Handschinia melanotum är en insektsart som beskrevs av Hamilton 1980. Handschinia melanotum ingår i släktet Handschinia och familjen spottstritar. Inga underarter finns listade i Catalogue of Life.